# Vlag van Ibiza

Vlag van Ibiza

De vlag van Ibiza bestaat uit de senyera met vier burchten boven de zee op de hoeken van de vlag, als verwijzing naar de quartons (kwartieren) waarin het eiland werd verdeeld na de verovering.
De toenmalige eilandsraad van Ibiza en Formentera keurde de vlag goed op 1 december 1983.